# Репрессии в период правления Кастро
Репрессии в период правления Кастро — преследования и репрессии со стороны правительства Кубы в отношении собственных граждан с момента прихода к власти Фиделя Кастро в 1959 году.

## Начало репрессий
С момента прихода к власти Фиделя Кастро на Кубе начались репрессии против его политических противников. Первоначально было объявлено, что будут судимы лишь «военные преступники» — функционеры батистовского режима, непосредственно ответственные за пытки и казни. Проводившиеся Кастро публичные суды американская газета «Нью-Йорк Таймс» расценила как пародию на правосудие: «В целом процедура вызывает отвращение. Защитник абсолютно не пытался защищать, вместо этого он просил суд извинить его за то, что он защищает заключённого».
Репрессиям подверглись не только политические противники, но и союзники кубинских коммунистов по революционной борьбе — анархисты[нужна атрибуция мнения].
По утверждению журналиста Хесуса Эрнандеса Куэльяса из американского издания «CONTACTO Magazine», известен случай, когда человек был обвинён матерью в убийстве её сына и расстрелян, несмотря на то, что к моменту казни предполагаемая жертва объявилась в Гаване живая и здоровая и тщетно пыталась предотвратить расстрел.
После занятия повстанцами города Сантьяго-де-Куба 12 января 1959 года там был устроен показательный суд над 72 полицейскими и т. п. лицами, так или иначе связанными с режимом и обвинёнными в «военных преступлениях». Когда защитник начал опровергать утверждения обвинения, председательствовавший Рауль Кастро заявил: «Если один виновен, виновны все. Они приговариваются к расстрелу!» Все 72 были расстреляны. Все юридические гарантии в отношении обвиняемых были отменены «Партизанским законом». Следственное заключение считалось неопровержимым доказательством преступления; адвокат просто признавал обвинения, но просил правительство проявить великодушие и смягчить наказание. Че Гевара инструктировал судей: «Не следует устраивать волокиты с судебными разбирательствами. Это революция, доказательства тут вторичны. Мы должны действовать по убеждению. Они все — банда преступников и убийц. Кроме того, следует помнить, что есть апелляционный трибунал». Апелляционный трибунал, председателем которого был сам Че, не отменил ни одного приговора.
3 марта 1959 г. суд, состоявший из повстанческих офицеров, в Сантьяго оправдал за отсутствием доказательств 44 лётчиков, обвинённых в «военных преступлениях». Однако Кастро выступил по телевидению, заявив, что суд принял неправильное решение. Спустя какое-то время председателя суда нашли мёртвым; лётчики были снова судимы и приговорены к срокам от 20 до 30 лет. В тюрьме они подвергались пыткам. Кастро объявил: «Революционная справедливость базируется не на правовых предпосылках, а на моральном осуждении».
Казнями в гаванской крепости-тюрьме Ла-Кабанья распоряжался лично Че Гевара, бывший комендантом тюрьмы и руководивший апелляционным трибуналом. Со слов Антонио Гедеса, политического противника режима Кастро, более 8000 человек были расстреляны сразу, многие — без суда и следствия, а всего жертвами расстрелов стали 17 тысяч кубинцев.
Аграрная политика Кастро вызвала массовое крестьянское восстание в горах Эскамбрай, которое возглавили бывшие лидеры «Второго фронта». Военные столкновения повстанцев и правительственных войск Ф. Кастро с 1959 по 1965 гг. получили названия «Война против бандитов» (Lucha contra banditos). По некоторым данным, партизаны получали помощь от ЦРУ. Президент Эйзенхауэр разработал специальный план по подготовке кубинских диссидентов для свержения правительства Кастро. Эти вооружённые группировки должны были оказать помощь вторгнувшимся американским войскам. Когда Фидель получил разведывательные данные о неизбежном вторжении, он принял решение немедленно уничтожить очаг контрреволюционных сил в горах Эскамбрай, направив туда 70 000 солдат под командованием Дермидио Эскалона. Большинство командующих Второго Фронта были захвачены в плен, другие убиты. Эта операция получила название «La limpia» (Чистка). В ходе подавления восстания расстреливали 70—80 % взятых в плен повстанцев; всего, по некоторым подсчётам, было казнено до 4000 человек.
Очередное обострение репрессий произошло после высадки в заливе Кочинос: тогда были арестованы подпольщики — бо́льшая часть из 2500 агентов ЦРУ и 20 000 сторонников контрреволюционеров. Новые арестованные в основном брались по спискам «неблагонадёжных» лиц, составленных квартальными Комитетами защиты революции; для их помещения в концлагеря были переоборудованы стадионы и другие публичные места.
В 1960-х годах борьба с противниками режима Кастро приобрела огромный размах[нужна атрибуция мнения]; всего, по оценкам ряда исследователей[каких?], тогда было расстреляно от 7 до 10 тысяч человек, а число заключённых составило 30 тысяч. По данным историка Хью Томаса, к началу 1961 г. на Кубе было казнено около 2000 человек, к 1970 году — около 5000; в 1965 г. сам Кастро признал наличие в стране 20 тысяч политических заключённых. Репрессии не обошли и правящую Компартию Кубы: в январе 1968 года были приговорены к различным срокам тюремного заключения десятки функционеров и активистов просоветской «микрофракции» во главе с Анибалем Эскаланте. Основным аппаратом репрессий стало созданное в 1961 году МВД во главе с Рамиро Вальдесом Менендесом и Мануэлем Пиньейро Лосадой, объединившее органы госбезопасности и полиции.

## Трудовые лагеря
При Кастро на Кубе была создана система лагерей UMAP, которые существовали в 1965—1968 годах. Че Гевара заявил: «Нам следует ссылать в Гуанаакабибес в сомнительных случаях, когда мы не уверены, что людей следует сажать в тюрьму (…) людей, которые в той или иной степени совершили преступления против революционной нравственности (…) морали. Там — тяжёлая работа (…), условия труда там суровы…». В этот лагерь можно было попасть за такие проступки, как пьянство, наркомания, бродяжничество, гомосексуальность, «излишняя» религиозность или даже прослушивание «империалистического» рок-н-ролла (последняя категория «преступников» носила название roqueros). Кубинские власти рассматривали лагеря как место несения альтернативной военной службы, их существование не было секретом. Туда также отправляли сутенёров, проституток, преступников, религиозных сектантов и т. п.
Широкую систему лагерей такого рода создал Военный отдел поддержки производства (UMAP), действовавший с 1964 по 1967 год. Писатель Сеймур Ментон, пишет, что в лагере на острове Пинос людей заставляли работать в одних трусах, а провинившихся — стричь траву собственными зубами, или погружали на несколько часов в выгребные ямы.
Альберто Герра говорит, что в лагерях UMAP трудились безработные, геи и люди, чьи религиозные взгляды не позволяли служить в армии. Он критикует нарушения в лагерях, но отмечает, что в те времена гомофобия процветала во многих государствах, а военные диктатуры Латинской Америки убили много представителей ЛГБТ. За труд в лагерях работники получали небольшую плату, работа проходила в условиях отсутствия бытовых удобств. Работники преимущественно занимались посадкой и уборкой сахарного тростника, иногда сбором овощей и фруктов.
На Кубе существуют также лагеря «строгого режима»[нужна атрибуция мнения], где власть находится в руках надсмотрщиков из числа самих заключённых — «рабочих советов заключённых», выполняющих функции, аналогичные тем, которые в нацистских концлагерях выполняли капо.
По словам Альберто Герра, военизированные трудовые лагеря, в которых работали геи, нельзя сравнивать со сталинскими лагерями — на Кубе в 1960-е годы существовала практика привлечения населения для помощи сельскому хозяйству: учащиеся и военные тоже участвовали в сборе сахарного тростника. «Это было не наказание», отмечает он.

## Репрессии в 1970-е годы и позднее
Весной 1997 года по Кубе прокатилась новая волна арестов. По данным «Международной амнистии» и кубинских правозащитников, в том году на Кубе насчитывалось от 980 до 2 500 политзаключённых (мужчин, женщин и подростков).
Как утверждает американский журнал CONTACTO Magazine, к концу XX века приговоры по политическим делам стали менее суровыми, зато более частыми.
В течение многих лет Комиссия по правам человека и Генеральная ассамблея ООН выражали свою обеспокоенность продолжением политических репрессий на Кубе и призывали власти Кубы к соблюдению прав человека.
В 2004 году ООН приняла резолюцию о нарушениях прав человека на Кубе, которую Куба отказалась выполнять, потребовав в ответ рассмотрения нарушений прав человека в США.
26 января 2007 года в докладе, представленном на заседании Генеральной ассамблеи ООН, указывалось, что 59 гражданских активистов, задержанных в марте—апреле 2003 года, до сих пор находятся в тюрьмах. Прилагался их список .

## Итоги репрессий
Согласно подсчётам американских правозащитных групп, режим Фиделя Кастро бросил в тюрьмы и концентрационные лагеря в три раза больше политических заключённых в процентном отношении к численности населения, чем Гитлер и Сталин за то же время. Как отмечает профессор Хуан Кларк, Куба имела наибольшее количество политических заключённых и приговоров по политическим делам, когда-либо зарегистрированных в Западном полушарии. На одном из этапов одновременно в тюрьмах по политическим мотивам находились 100 000 человек изо всех слоёв общества. Американский журналист писал, что во времена диктатуры Фульхенсио Батисты на Кубе было 500 политических заключённых; самое высокое число политических заключённых до революции (при диктатуре Херардо Мачадо, 1929—1932) — около 5 тысяч.
Многие из заключённых отбывали сроки в 20, 30 лет или пожизненные, как, например, Убер Матос (бывший революционный командир, приговорён к 20 годам и полностью отбыл срок), Эусебио Пеньяльвер (повстанческий командир, приговорён к 30 годам, отбыл 28 лет), Армандо Вальядарес (диссидент, приговорён к 30 годам, отбыл 22 года), Сойла Агила Альмейда (участница повстанческого движения, приговорена к 30 годам, отбыла 18 лет), Марио Чанес де Армас (участник революции, приговорён к 30 годам, отбыл почти полностью). Тысячи противников режима были избиты, подвергались пыткам, запирались в тесных камерах, где невозможно сесть или лечь, находятся в трудовых лагерях. По отношению к инакомыслящим применялась терроризация по образцу нацистских банд штурмовиков, некоторые погибли в дорожно-транспортных происшествиях, которые противники Кастро называют «таинственными».
Согласно изданной в Гарварде «Чёрной книге коммунизма», режимом Кастро было расстреляно 14 000 человек в возрасте от 16 до 68 лет, включая нескольких женщин, из них, по меньшей мере, одна была беременна. По утверждению американской организации «Freedom House», до 2005 года возглавлявшейся бывшим директором ЦРУ Робертом Джеймсом Вулси, 500 000 кубинцев прошли через систему концлагерей и камеры пыток режима Кастро.